# Westsound (Washington)
Westsound es un área no incorporada ubicada en el condado de San Juan en el estado estadounidense de Washington.

## Geografía
Westsound se encuentra ubicado en las coordenadas 48°38′44″N 122°57′57″O / 48.64556, -122.96583.